# Eleccions municipals de 2023 a Madrid
Les eleccions municipals de 2023 es celebraran a Madrid el diumenge, 28 de maig, d'acord amb el Reial Decret de convocatòria d'eleccions locals a Espanya realitzat el 3 d'abril de 2023 i publicat al Butlletí Oficial de l'Estat el dia 4 d'abril. Es triaran els 57 regidors del ple de l'Ajuntament de Madrid, a través d'un sistema proporcional (fórmula D'Hondt), amb llistes tancades i una barrera electoral del 5%.

## Candidatures
Van ser proclamades 21 candidatures: Partit Popular, Per Un Món Més Just, Més Madrid-Verds Equo, Unió per Leganés, Tercera Edat en Acció, Partit Socialista Obrer Espanyol, Falange Espanyola de les JONS, Partit Feminista d'Espanya, Progrès de Ciutats, Partit Humanista, Vox, Ciutadans-Partit de la Ciutadania, Partit Comunista dels Treballadors d'Espanya, Professionals per Madrid-Recupera Madrid, Partit Cannàbic Llum Verda, Escons en Blanc, Partit Comunista dels Pobles d'Espanya, Podem-Esquerra Unida-Aliança Verda, Partit Animalista Amb el Medi Ambient, Coalició Madrid Capital i Partit Castellà-Terra Comunera.